# Arigomphus furcifer
Arigomphus furcifer är en trollsländeart som först beskrevs av Hagen in Selys 1878.  Arigomphus furcifer ingår i släktet Arigomphus och familjen flodtrollsländor. Inga underarter finns listade i Catalogue of Life.